# Tokudaia muenninki
Espèce
Statut de conservation UICN

 CR B1ab(iii,v) : 
En danger critique
Le rat à épines d’Okinawa (Tokudaia muenninki ) est une espèce de rongeurs de famille des Muridae, du genre Tokudaia, endémique de l'île d'Okinawa, au Japon. Tokudaia muenninki se rencontre dans les forêts tempérées de Yanbaru, au nord de l'île, à 300 mètres d'altitude. 
Tokudaia muenninki a été étudié et décrit pour la première fois en 1946 par le mammalogiste du Smithsonian Institution David H. Johnson (d). La population de l'espèce ne peut pas être estimée de façon précise. Toutefois, la faible densité enregistrée dès 1978, la fragmentation de son habitat, la déforestation et l'introduction d'espèces animales prédatrices en font une espèce menacée. À ce titre, l'Union internationale pour la conservation de la nature la considère ainsi comme une « espèce en danger critique d'extinction » (CR) et l'a intégrée à une liste des 100 espèces les plus menacées au monde en septembre 2012.

## Classification
La famille des Muridae est la plus vaste des familles de mammifères, comprenant plus de 730 espèces réparties en 150 genres que l'on retrouve sur toute la planète. Elle émerge à l'Oligocène (26 à 38 millions d'années) dans ce qui est alors l'Amérique du Nord puis se diversifie au Miocène (26 à 7 millions d'années). Une des caractéristiques des espèces de cette famille est une maturité sexuelle rapide avec une descendance nombreuse. 
Tokudaia muenninki appartient à la sous-famille des Murinae qui comprend 561 espèces, originaire probablement du Sud-Est asiatique et qui a émergé à la fin du Oligocène ou au début de l'Éocène. Les plus anciens fossiles d'une espèce de la sous-famille sont âgés de 6 à 8 millions d'années et ont été retrouvés en Espagne.
Le genre Tokudaia est proche du genre Margaretamys présent sur Célèbes en Indonésie et du genre fossile †Parapodemus. Il contient trois espèces Tokudaia tokunoshimensis présent sur l'île de Tokunoshima et Tokudaia osimensis présent sur l'île d'Amami-Ōshima. Une comparaison morphologique des crânes a montré en 2008 que le crâne de Tokudaia muenninki occupait une taille moyenne par rapport aux deux autres espèces mais avec une taille des molaires plus grande que chez les deux autres espèces. 

## Description
Pesant environ 200 grammes à l'âge adulte, l'animal possède un corps mesurant de 120 à 175 mm de la base de la queue jusqu'à la pointe de la tête et une queue mesurant entre 100 et 125 mm. Le corps court et charnu est recouvert d'une épaisse fourrure constituée de poils fins et grossiers et de sorte d'épines rainurées, d'où son nom en anglais Okinawa Spiny Rat, littéralement « rat épineux d'Okinawa », sur l'intégralité du corps, à l'exception de la bouche, des oreilles, des pieds et de la queue.
La fourrure est d'une couleur brunâtre sur le dessus du corps et blanc grisâtre sur le dessous, légèrement orangée. Les épines dorsales sont de couleur noire et les épines ventrales de couleur blanche teintées de roux. La queue est bicolore sur toute sa longueur.

## Écologie
On connait peu de choses de son alimentation ou de sa reproduction.

## Distribution et habitat

Carte de répartition de Tokudaia muenninki sur l'île d'Okinawa dans l'archipel des îles Ryūkyū au Japon

Des fossiles de Tokudaia muenninki datant de la fin du Pléistocène ou au début de l'Holocène ont été retrouvés sur Okinawa et sur Ie-jima.
Tokudaia muenninki se rencontre à 300 mètres d'altitude dans les forêts composées en grande partie de Castanopsis sieboldii âgées de plus de 30 ans de la région forestière de Yanbaru (en) (やんばる ou 山原) au nord de l'île d'Okinawa, de l'archipel des îles Ryūkyū entre le Japon et l'île de Taïwan. On peut également la trouver dans les forêts de Castanopsis entourées de champs de canne à sucre.
En 1978, la densité de population de l'espèce est estimée à 1.8 spécimen par hectare mais des recherches sur le mont Yonahadake en 1994 n'ont pas permis l'observation d'un seul spécimen là où on en avait trouvé un en 1974. Des recherches à la fin des années 1970 ont démontré qu'il était facile de capturer l'espèce mais aucun spécimen n'a été découvert de 1978 à 2008, où des individus vivants ont été observés.

## Tokudaia muenninkiet l'Homme

### Menaces
Tokudaia muenninki est considérée comme une espèce en « danger critique d'extinction » par l'Union internationale pour la conservation de la nature (UICN) après qu'elle l'a classée comme « vulnérable » en 1994 et « en danger » en 1996. Elle apparaît comme l'une des cent espèces les plus menacées dans le rapport Worthless or Priceless présenté le 11 septembre 2012 par la Commission de sauvegarde des espèces (CSE) de l'UICN et la Société zoologique de Londres (ZSL) au cours du congrès mondial de la nature de l’UICN en Corée. 
L'espèce est menacée d'extinction par la déforestation, notamment à travers les programmes d'exploitation forestière du gouvernement japonais, ainsi que par la présence de chats harets qui chassent le rongeur et serait en grande partie responsable du déclin des populations.

### Protection

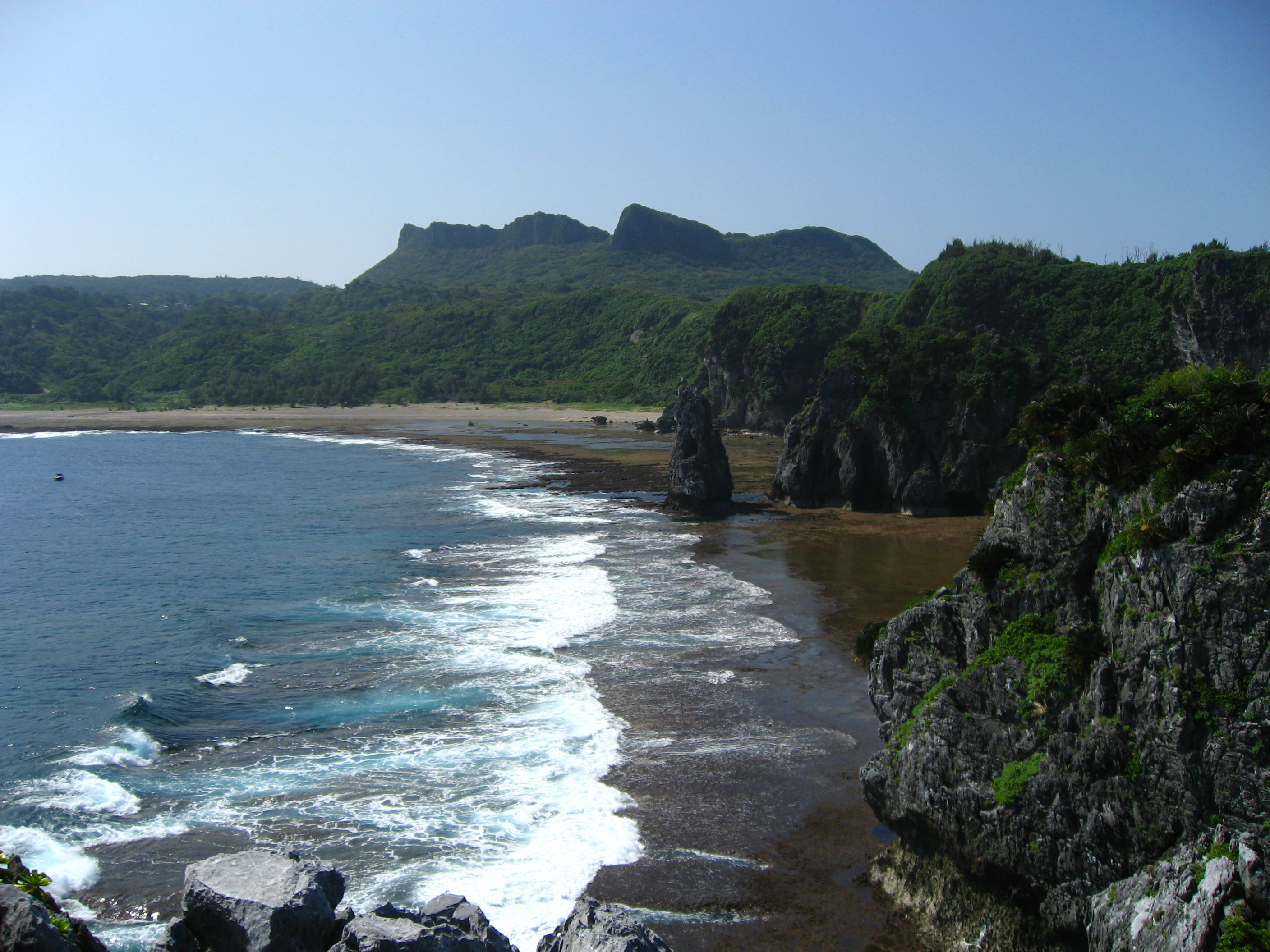
Les monts Kongōseki, Yanbaru, dans le dans le nord d'Okinawa.

L'UICN recommande la protection de l'intégralité de la région de Yanbaru, accompagnée d'un contrôle des espèces prédatrices et la mise en place de programmes éducatifs pour la conservation de l'espèce, ainsi que de deux espèces d'oiseaux, le Râle d'Okinawa (Gallirallus okinawae) et le Pic d'Okinawa (Sapheopipo noguchii).
En 2012, le Japon prépare une demande d'inscription des forêts de Yanbaru et des îles Amami au patrimoine mondial et selon le World Wide Fund for Nature (WWF), cette zone abrite plus de 4 000 espèces d'animaux et de plantes dont 23 sont endémiques. La plupart d'entre elles sont menacées et apparaissent sur la liste rouge de l'UICN et 177 sur la liste rouge du ministère de l'Environnement du Japon. Parmi ces espèces menacées, on peut citer : le Râle d'Okinawa (Gallirallus okinawae), le Pic d'Okinawa (Sapheopipo noguchii), le Rossignol komadori (Erithacus komadori), la Bécasse d'Amami (Scolopax mira), Diplothrix legatus (Rat des Ryukyu), l'espèce de tortue Geoemyda japonica, l'urodèle Echinotriton andersoni et les espèces d'amphibiens Odorrana ishikawae, Babina holsti et Limnonectes namiyei.